# Polihex

O pavare cu toate cele 7 tetrahexuri libere

În matematica recreativă, un polihex este un tiponim pentru o figură geometrică formată prin unirea de hexagonane regulate latură la latură, formând o poliformă cu hexagonul ca formă de bază. Formele specifice sunt denumite după numărul lor de hexagoane: monohex, dihex, trihex, tetrahex etc. Au fost numite astfel de David Klarner care le-a studiat.
Fiecare pavare polihex individuală poate fi desenată pe o pavare hexagonală regulată.

## Reguli de formare
Regulile pentru unirea hexagoanelor pot varia. În general, totuși, se aplică următoarele reguli:
1. Două hexagoane pot fi unite numai de-a lungul unei laturi comune și trebuie să aibă în comun întreaga latură.
2. Nu se pot suprapune două hexagoane.
3. Polihexul trebuie să fie conex.
4. Imaginea în oglindă a unui polihex asimetric nu este considerată un polihex distinct (polihexurile sunt „cu față dublă”).

## Proprietăți privind pavările

Exemplu de autopavare cu pentahexuri

Toate polihexurile cu mai puțin de cinci hexagoane pot forma cel puțin o pavere plană regulată.
În plus, pavările plane cu polihexuri dihex și polihexuri formate din hexagoane în linie sunt invariante la rotația de 180° sau reflexia paralelă sau perpendiculară pe axa lungă a dihexului (simetrie de rotație de ordinul 2 și de reflexie de ordinul 4), iar pavarea hexagonală și alte polihexuri (ca hexahexul cu o gaură, v. imaginea mai jos) sunt invariante la rotația de 60°, 120° sau 180° (simetrie de rotație și reflexie de ordinul 6).
În plus, hexagonul este un hexiamant, deci toate polihexurile sunt, de asemenea, poliamanturi distincte. De asemenea, deoarece un triunghi echilateral este un hexagon și trei triunghiuri echilaterale mai mici, este posibil să se suprapună un poliamant mare pe orice polihex, dând două poliamanturi corespunzătoare fiecărui polihex. Aceasta este folosită ca bază a unei divizări infinite a unui hexagon în hexagoane din ce în ce mai mici (o irrep-dală) sau în hexagoane și triunghiuri.

## Enumerare

La orientări fixe, există 3 dihexuri distincte

Cea mai mică pereche chirală sunt tetrahexurile, ca această pereche. 3 din 7 sunt cu două fețe.

Polihexurile pot avea găuri, ca acest hexahex

Ca și în cazul poliominourilor, polihexurile pot fi enumerate ca polihexuri libere (unde rotațiile și reflexiile contează ca fiind aceeași formă), polihexuri fixe (unde orientări diferite sunt considerate distincte) și polihexuri cu o față (unde imaginile în oglindă sunt considerate distincte, dar rotațiile nu). Ele pot fi de asemenea deosebite în funcție de faptul dacă pot conține găuri. Numărul de n-hexuri libere pentru n = 1, 2, 3, … este 1, 1, 3, 7, 22, 82, 333, 1448, …, numărul de polihexuri libere cu găuri este dat de OEIS A038144, numărul de polihexuri libere fără găuri este dat de OEIS A018190, numărul de polihexuri unilaterale este dat de OEIS A006535 iar numărul de polihexuri fixe este dat de OEIS A001207.
| n  | Libere | Libere cu găuri | Libere fără găuri | Unilaterale | Fixe   |
| -- | ------ | --------------- | ----------------- | ----------- | ------ |
| 1  | 1      | 0               | 1                 | 1           | 1      |
| 2  | 1      | 0               | 1                 | 1           | 3      |
| 3  | 3      | 0               | 3                 | 3           | 11     |
| 4  | 7      | 0               | 7                 | 10          | 44     |
| 5  | 22     | 0               | 22                | 33          | 186    |
| 6  | 82     | 1               | 81                | 147         | 814    |
| 7  | 333    | 2               | 331               | 620         | 3652   |
| 8  | 1448   | 13              | 1435              | 2821        | 16689  |
| 9  | 6572   | 67              | 6505              | 12942       | 77359  |
| 10 | 30490  | 404             | 30086             | 60639       | 362671 |

### Simetrie
Dintre polihexurile până la hexahexuri, 2 au simetrie de rotație de 6 ori și reflexie (deci și simetrie de 3 ori și 2 ori), monohexul și hexahexul cu gaură, altele 3 au rotație de 3 ori (trihexul compact, tetrahexul care arată ca o elice și hexahexul care arată ca un triunghi echilateral) și simetrie de reflexie de trei ori, altele 9 au rotație și reflexie de două ori, 8 au doar rotație de două ori, 16 au doar reflexie de două ori și celelalte 78 (majoritatea dintre tetrahexuri, pentahexuri sau hexahexuri) sunt asimetrice. De asemenea, pavările celor mai multe dintre polihexurile cu simetrie de reflexie sunt invariante la reflexii de alunecare de același ordin în funcție de lungimea polihexului.

### Monohex
Există un singur monohex. El pavează planul sub forma pavării hexagonale regulate:

### Dihexuri
Există un singur dihex liber:

### Trihexuri
Există 3 trihexuri libere bilaterale:

### Tetrahexuri
Există 7 trihexuri libere bilaterale. Acestea se numesc, în ordinea din imagine: bară, vierme, pistol, elice, arc, albină și undă.

### Pentahexuri
Există 22 de pentahexuri libere bilaterale:

### Hexahexuri
Există 82 de hexahexuri libere bilaterale: